# Beloslavec vára
Beloslavec vára (horvátul: Grad Beloslavec) egy középkori várhely Horvátországban, a Krapina-Zagorje megyei Bedenicához tartozó Beloslavec falu határában. 

## Fekvése
A vár szerény maradványai a Gradišće-hegy tetején helyezkednek el, amely közvetlenül az azonos nevű falu központja fölé emelkedik.

## Története
Az erődöt helyi nemesek építették 1547 után, hogy megvédjék családjukat és birtokaikat az oszmánoktól, mivel azok a stájerországi portyáik során egyre többször veszélyeztették őket. Hogy az építkezés oka több mint indokolt volt, azt legjobban egy 1591-ből származó dokumentum bizonyítja, amelyből megtudhatjuk, hogy ez az erőd kevesebb, mint negyvennégy év után elpusztult.

## A vár mai állapota
Az erődítményből mára csak az eredeti alaprajz felét kitevő, majdnem négyzet alakú, lekerekített sarkú, körülbelül 4 m magas földkupac maradt meg. Északi oldala jobban megőrződött, alul 12 m, felül 6 m hosszúságban. A domb északi oldalát két meredek oldalú terasz határolja. A felső terasz követi a halom alakját, és párhuzamosan húzódik hozzá közel 13 m-re. A felső terasz megőrzött részének közepétől lefelé egy alsó terasz található, amelynek maradványai szintén vele párhuzamosan, mintegy 6 m hosszban nyúlnak el, melyet a halom nyugati lejtőjéhez támaszkodó földrámpával lehet megközelíteni. Mivel az egykori erőd területén falazott épületnek nyomai nem találhatók, feltételezhetjük, hogy fából épült. Szerény megőrzöttsége ellenére - maradványainak összehasonlítása alapján Drávamente és a Bilo-hegység területén felépített hasonló erődítményekkel - feltételezhetjük, hogy a teraszok széle mentén felépített két koncentrikus paliszádgyűrűből és egy négyzet alakú fatoronyból állt.